# Schizoglossum eustegioides
Schizoglossum eustegioides är en oleanderväxtart som först beskrevs av Ernst Meyer, och fick sitt nu gällande namn av George Claridge Druce. Schizoglossum eustegioides ingår i släktet Schizoglossum och familjen oleanderväxter. Inga underarter finns listade i Catalogue of Life.